# Pyhältö
Pyhältö är en sjö i Finland. Den ligger i kommunen Fredrikshamn i landskapet Kymmenedalen, i den södra delen av landet, 150 km öster om huvudstaden Helsingfors. Pyhältö ligger 41,6 meter över havet. Den ligger vid sjön Terhajärvi. I omgivningarna runt Pyhältö växer i huvudsak barrskog. Arean är 66,6 hektar och strandlinjen är 5,76 kilometer lång. Sjön  ingår i Vehkajokis huvudavrinningsområde. 